# 士麥那鎮區 (印第安納州)
士麥那鎮區（英語：Smyrna Township）是位於美國印第安納州傑佛遜縣的一個行政鎮區。

## 地方資料
根據2010年美國人口普查的數據，士麥那鎮區的面積為67.20平方千米，當中陸地面積為67.20平方千米，而水域面積為0.00平方千米。當地共有人口1096人，而人口密度為每平方千米16.31人。